# Diecezja Ha Tinh
Diecezja Hà Tĩnh (łac. Dioecesis Hatinhensis; wiet. Giáo phận Hà Tĩnh) – jedna z 24 diecezji obrządku łacińskiego w Kościele katolickim w Wietnamie w prowincji Hà Tĩnh ze stolicą w (mieście) Hà Tĩnh. Ustanowiona diecezją 22 grudnia 2018 bullą papieską przez Franciszka. Biskupstwo jest sufraganią archidiecezji Hanoi.

## Biskupi

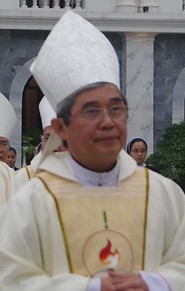
Louis Nguyễn Anh Tuấn – biskup diecezjalny

### Biskup diecezjalny
- bp Louis Nguyễn Anh Tuấn – od 2023

### Biskup senior
- bp Paul Nguyễn Thái Hợp OP – biskup diecezjalny w latach 2019–2021, senior od 2021